# Трагедія у трьох діях
«Трагедія в трьох діях» (англ. Three Act Tragedy) - роман англійської письменниці письменниці Агати Крісті про бельгійського детектива Еркюля Пуаро. Роман уперше був надрукований 1934 році у США.
Роман складається із трьох частин (дій): Підозра, Упевненість, Викриття.
У США роман виходив під назвою «Murder in Three Acts» («Вбивство в трьох діях»).

## Сюжет
Актор Чарльз Картрайт запрошує до себе в бунгало «Вороняче гніздо» дванадцять чоловік. Під час вечірки раптово вмирає пастор Баббінгтон. При цьому був присутній Еркюль Пуаро. Сер Чарльз припускає, що Баббінгтона отруїли, але хто й навіщо? Аналіз його склянки показує, що в ньому не було нічого, крім коктейлю.
Через деякий час містер Саттерсвейт, який знаходився в Монте-Карло, читає в газеті, що сер Бартоломью Стрейндж був отруєний у себе в абатстві Мелфорт. На його вечірці були присутні ті ж люди за винятком його самого, сера Чарльза й Пуаро. Містер Саттерсвейт зустрічає в Монте-Карло Еркюля Пуаро й Чарльза Картрайта й показує їм газетну статтю. У склянці сера Бартолом'ю теж нічого не було виявлено.
Повернувшись в Англію, Чарльз Картрайт і містер Саттерсвейт вирішують розслідувати цю справу. До них приєднується Егг Літтон-Гор. Від полковника Джонсона (пізніше з'являється в романі "Різдво Еркюля Пуаро") вони довідаються, що у сера Бартолом'ю служив дворецький Елліс, який зник після смерті хазяїна. Говорять, що сер Бартоломью дивно весело ставився до дворецького. Знайти його так і не вдалося...

## Діючі особи
- Еркюль Пуаро - Успішний і розумний детектив.
- Чарльз Картрайт - Відомий актор, власник "Воронячого гнізда".
- Містер Саттерсвайт - Допитлива людина середнього віку.
- Герміона Літтон-Гор - Молода дівчина, закохана в сера Чарльза. Одержала прізвисько Егг (яйце).

## Екранізації
- 1986 — «Вбивство у трьох актах» (англ. Murder in Three Acts), британсько-американський фільм. У головних ролях Пітер Устінов, Тоні Кертіс та Емма Семмс.
- 2010 — «Трагедія у трьох актах» (англ. Three Act Tragedy), повнометражний телефільм, 2 епізод 12 сезону британського серіалу «Пуаро Агати Крісті» з Девідом Суше у головній ролі. Також у стрічці зайняті Мартін Шоу, Арт Малік, Кімберлі Ніксон та Том Вісдом.
- 2018 — «Драма у трьох актах» (фр. Drame en trois actes), повнометражний телефільм, 21 епізод 2 сезону французького серіалу «Загадкові вбивства Агати Крісті».